# Ludwik de Laveaux (generał)

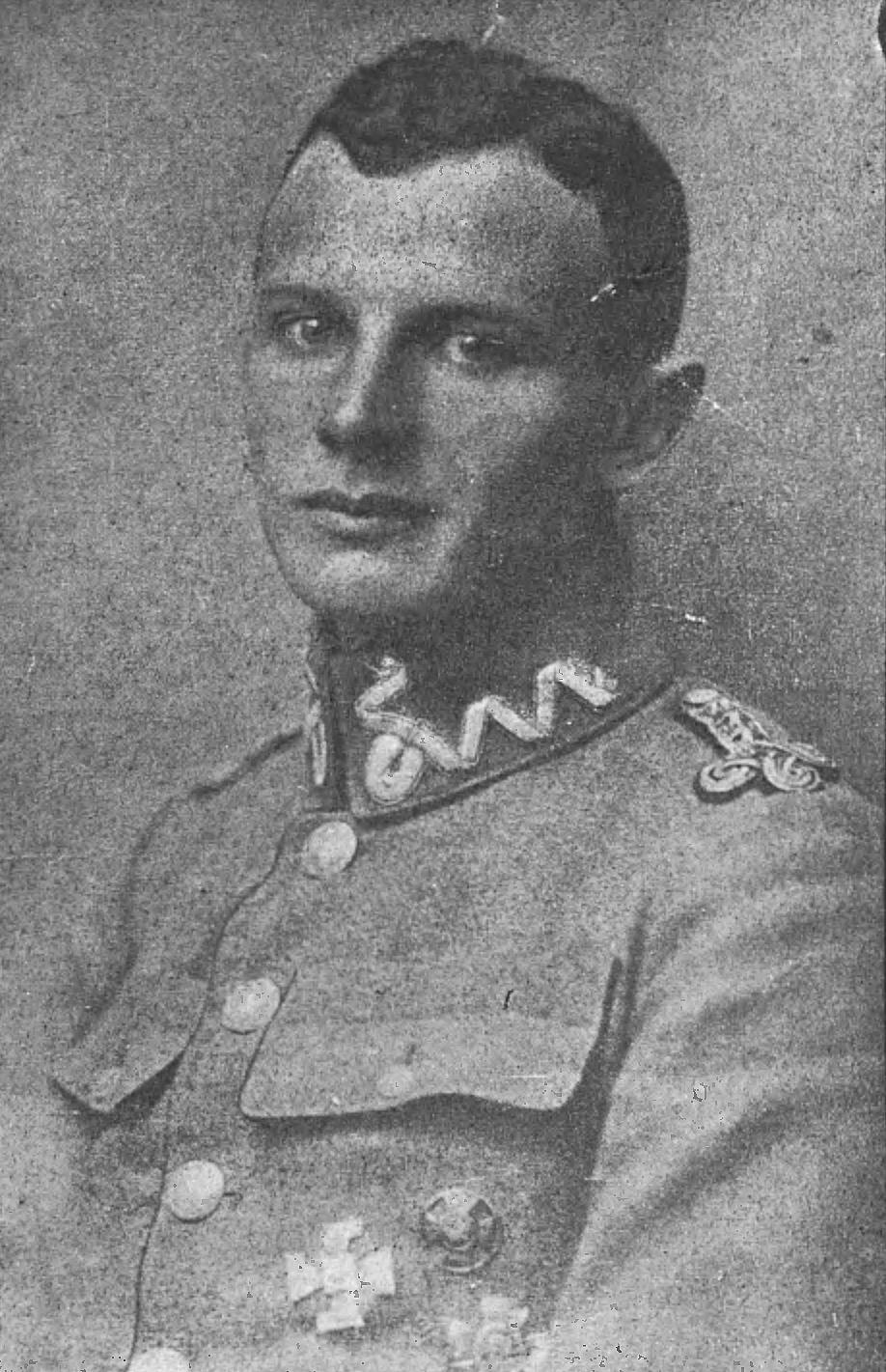
Ludwik de Laveaux (1919)

Ludwik de Laveaux (ur. 18 czerwca 1891 we Frysztaku, zm. 16 grudnia 1969 w Londynie) – pułkownik piechoty Wojska Polskiego, w 1966 mianowany generałem brygady przez prezydenta RP na uchodźstwie, członek Naczelnej Komendy Obrony Lwowa w listopadzie 1918, kawaler Orderu Virtuti Militari.

## Życiorys
Syn Mariana i Władysławy z Giebułtowskich. Krewny artysty malarza, Ludwika de Laveaux, którego Stanisław Wyspiański przedstawił jako Widmo w sztuce Wesele. Maturę zdał w 1911 w Krakowie, następnie studiował architekturę na Politechnice Lwowskiej.
Służył w Legionach, w 1 i 4 pułku piechoty. Po kryzysie przysięgowym w lipcu 1917 został aresztowany przez władze austriackie i skierowany na front włoski. Zbiegł z transportu. Od 1917 działał w Polskiej Organizacji Wojskowej (POW), ps. „Randolf”. Od 2 listopada 1918 wchodził w skład Naczelnej Komendy Wojsk Polskich we Lwowie. Walczył w obronie tego miasta jako Komendant Okręgu Lwowskiego POW i czasowo Komendant Dworca Głównego we Lwowie (3–4 listopada 1918). Współpracownik naczelnego komendanta Czesława Mączyńskiego. Zdobywał Gródek Jagielloński. 17 listopada 1918 podpisywał z Ukraińcami wynegocjowane wcześniej zawieszenie broni.
Dowodził I batalionem 4 pułku piechoty Legionów. Od czerwca do grudnia 1919 był słuchaczem I Kursu Wojennej Szkoły Sztabu Generalnego w Warszawie. W czasie wojny z bolszewikami był szefem sztabu 5 Dywizji Piechoty. W latach 1921–1922 był słuchaczem I Kursu Doszkolenia Wyższej Szkoły Wojennej w Warszawie. Po ukończeniu kursu i uzyskaniu „pełnych kwalifikacji do pełnienia służby na stanowiskach Sztabu Generalnego”, otrzymał przydział do 1 Dywizji Górskiej na stanowisko szefa sztabu. W listopadzie 1926 został przydzielony do Dowództwa Okręgu Korpusu Nr I w Warszawie na stanowisko szefa Oddziału Ogólnego. W lipcu 1929 objął dowództwo 2 pułku piechoty Legionów w Sandomierzu. W styczniu 1936 mianowany został I dowódcą piechoty dywizyjnej 8 Dywizji Piechoty w Modlinie.
W kampanii wrześniowej walczył w Armii „Modlin”. Przebywał w niewoli niemieckiej w Gross-Born i Dössel. W 1945 w 2 Korpusie we Włoszech.
Prezydent RP August Zaleski awansował go na generała brygady ze starszeństwem z 11 listopada 1966 w korpusie generałów.
Żonaty od 9 stycznia 1922 z Marią Woysym Antoniewicz (zm. 1987). Syn Ludwik i córka Anna przeżyli powstanie warszawskie, w którym walczyli. Po wojnie cała rodzina zamieszkała w Anglii. Ludwik de Laveaux został pochowany na Cmentarzu South Ealing w Londynie, gdzie 10 lipca 1971 poświęcono płytę nagrobną (11C - HH).

## Awanse
- chorąży – 5 maja 1915
- podporucznik – 1 kwietnia 1916[8]
- major – zweryfikowany ze starszeństwem z dniem 1 czerwca 1919
- podpułkownik – 1 grudnia 1924 ze starszeństwem z dniem 15 sierpnia 1924 i 92. lokatą w korpusie oficerów piechoty[9]
- pułkownik – 10 grudnia 1931 ze starszeństwem z dniem 1 stycznia 1932 i 3. lokatą w korpusie oficerów piechoty[10]
- generał brygady – 1966 (awansowany przez władze emigracyjne w Londynie)

## Ordery i odznaczenia
- Krzyż Srebrny Orderu Wojskowego Virtuti Militari nr 2863[11] – 10 sierpnia 1922[12] (udekorowany 17 kwietnia 1921 we Lwowie przez gen. broni Tadeusza Rozwadowskiego)[13]
- Krzyż Niepodległości z Mieczami (20 stycznia 1931)[14][15]
- Krzyż Oficerski Orderu Odrodzenia Polski
- Krzyż Kawalerski Orderu Odrodzenia Polski (2 maja 1923)[16][17][18]
- Krzyż Walecznych (czterokrotnie)[19]
- Złoty Krzyż Zasługi (dwukrotnie: 10 listopada 1928[20], 11 listopada 1934[21])
- Medal Pamiątkowy za Wojnę 1918–1921[22]
- Medal Dziesięciolecia Odzyskanej Niepodległości[22]
- Odznaka „Za wierną służbę”[23]
- Odznaka 4 Pułku Piechoty[23]

## Wyróżnienia
- Honorowy Obywatel Miasta Sandomierza (1936)[24]